# 楊倫 (清朝)
杨伦（1747年—1803年），字西木，一作西禾，阳湖（今江苏武进）人。

## 生平
乾隆十二年（1747年）出生，博览群书，乾隆二十九年（1764年）补学生员。乾隆四十六年（1781年）進士。曾經官任廣西荔浦知县。生平好杜詩，与孙星衍、洪亮吉等唱酬，箋注《杜詩鏡銓》二十卷。晚年主讲於江汉书院。乾隆五十三年（1788年）就聘为江汉书院山长。乾隆五十九年（1794年）赴任贵溪知县。嘉庆八年（1803年）闰二月二十八日去世，年五十七岁。著有《九柏山房集》。

## 家族
父杨诗南，母蒋孺人。